# Peter Martin Duncan
Peter Martin Duncan (Twickenham, Londres, 20 de abril de 1824 — Gunnersbury, Londres, 28 de maio de 1891) foi um paleontólogo britânico.
Foi laureado com a medalha Wollaston de 1881, concedida pela Sociedade Geológica de Londres.